# Selbekken
Selbekken ist eine Ortschaft in der norwegischen Kommune Orkland in der Provinz (Fylke) Trøndelag. Der Ort hat 448 Einwohner (Stand: 1. Januar 2024).

## Geografie und Verkehr
Selbekken ist ein sogenannter Tettsted, also eine Ansiedlung, die für statistische Zwecke als eine städtische Siedlung gezählt wird. Der Ort liegt an der Küste des Trondheimfjords an der Bucht Hamnabukta. Im Norden grenzt direkt die Ortschaft Lensvik an.
Durch Selbekken führt der Riksvei 710. Die Straße stellt die Verbindung in die Stadt Orkanger sowie zur Europastraße 39 (E39) und somit an Trondheim her.

## Geschichte
Der Ort war bis Ende 2019 Verwaltungszentrum der Kommune Agdenes, die zum 1. Januar 2020 im Rahmen der landesweiten Kommunalreform in der neu geschaffenen Kommune Orkland aufging.

## Name
Selbekken wurde im Jahr 1430 als Skeldbrekko schriftlich erwähnt.